# José Francisco Miguel António de Mendonça
José Francisco Miguel António de Mendonça Valdereis (Lisbona, 2 ottobre 1725 – Lisbona, 11 febbraio 1808) è stato un cardinale e patriarca cattolico portoghese.
Fu nominato cardinale della Chiesa cattolica da papa Pio VI.

## Biografia
Nacque a Lisbona il 2 ottobre 1725 da Nuno Manuel de Mendoça, conte di Valle de Reis, e Leonor Maria Antónia de Noronha. Era l'ultimo di sedici figli.
Il 10 marzo 1788 fu nominato patriarca di Lisbona, e Papa Pio VI lo elevò al rango di cardinale nel concistoro del 7 aprile 1788. Non partecipò al conclave del 1799-1800.
Morì l'11 febbraio 1808 all'età di 82 anni.

## Genealogia episcopale e successione apostolica
La genealogia episcopale è:
- Cardinale Guillaume d'Estouteville, O.S.B.Clun.
- Papa Sisto IV
- Papa Giulio II
- Cardinale Raffaele Sansone Riario
- Papa Leone X
- Papa Clemente VII
- Cardinale Antonio Sanseverino
- Cardinale Giovanni Michele Saraceni
- Papa Pio V
- Cardinale Innico d'Avalos d'Aragona, O.S.Iacobi
- Cardinale Scipione Gonzaga
- Patriarca Fabio Biondi
- Papa Urbano VIII
- Cardinale Cosimo de Torres
- Cardinale Francesco Maria Brancaccio
- Vescovo Miguel Juan Balaguer Camarasa, O.S.Io.Hier.
- Papa Alessandro VII
- Cardinale Neri Corsini
- Vescovo Francesco Ravizza
- Cardinale Veríssimo de Lencastre
- Arcivescovo João de Sousa
- Vescovo Álvaro de Abranches e Noronha
- Cardinale Nuno da Cunha e Ataíde
- Cardinale Tomás de Almeida
- Arcivescovo José Dantas Barbosa
- Cardinale Francisco de Saldanha da Gama
- Vescovo João Rafael de Mendonça, O.S.H.
- Cardinale José Francisco Miguel António de Mendonça

La successione apostolica è:
- Vescovo António Luís da Veiga Cabral e Câmara (1793)